# Písečná u Jeseníku
Písečná, bis 1948 Sandhýbl (deutsch Sandhübel), ist eine Gemeinde im Okres Jeseník (Tschechien).

## Geographie
Die Gemeinde liegt im Tal der Bělá (Ziegenhalser Biele) nordöstlich von Jeseník (Freiwaldau) in einer Meereshöhe von 405 m ü. M. in der Nähe der Grenze zum polnischen Schlesien.

## Geschichte
Die erstmalige Erwähnung stammt aus dem Jahr 1284, in der von einem großen Dorf namens Waltersdorf die Rede ist, welches etwa gegen 1420 untergegangen ist. Andere Quellen berichten von einer wüsten Kirche. Im Jahr 1373 wird über Hammerwerke und Erzgewinnung berichtet. Auch dieses Dorf wurde 1443 verlassen. Der Platz, an dem der Ort stand verwaldete und erst etwa einhundert Jahre später wurde er neu besiedelt, diesmal mit der Bezeichnung Sandhübel. Die Bevölkerung wuchs rasch an und nach dem Dreißigjährigen Krieg hatte der Ort bereits 40 Bauern und 26 Gärtner und Häusler. Sie waren Untergebene des Bistums Breslau, die neben der Landwirtschaft auch Webereien und Spinnereien betrieben. Im Ort befand sich auch ein Sägewerk und ein Sandbruch. Durch Aufteilung des bischöflichen Besitzes wurde 1583 Kaltseifen angelegt, die Kolonie Hollunder entstand nach der Aufteilung des Herrschaftssitzes nach 1772. 1782 wurde die erste Schule in Betrieb genommen, die 1871 durch einen hohen Schülerzuwachs noch einmal ausgebaut wurde. Der größte Teil des Dorfes gehörte 1945 noch der gräflichen Familie Matuschka-Toppolczan, welche den Ort im Zug des Vormarschs der Roten Armee 1945 verließ.
Anfang des 19. Jahrhunderts entstanden im Ort viele Betriebe des steinverarbeitenden Gewerbes mit Niederlassungen von großen Unternehmen aus Freiwaldau. Verarbeitet wurde vor allem Granit und Marmor, sowie die Sandgewinnung. 1846 kam eine Fabrik zur Herstellung von Dachpappe und Zelluloid hinzu, sowie 1872 ein Sägewerk mit einer Mühle und 1927 ein Elektrizitätswerk mit Wärmeerzeugung. 1924 wurden Studený Zejf und Chebzí eingemeindet. Am 1. Dezember 1930 hatte die Gemeinde 1639 Einwohner, am 17. Mai 1930 1652 und am 22. Mai 1947 waren es 1031 Bewohner. Nach dem Zweiten Weltkrieg und der Vertreibung der deutschen Bevölkerung konnten sich nur noch einige Unternehmen halten. Nach dem Weltkrieg gab es im Ort eine Fabrik zur Herstellung von Schlepperanhängern und eine Maschinenfabrik, die inzwischen auch liquidiert wird. Geblieben ist derzeit nur noch eine Steinverarbeitungsbetrieb, ein landwirtschaftlicher Großhandel, eine Mühle, Altmetallhandel und eine Brennerei.
Nach dem Münchner Abkommen wurde der Ort dem Deutschen Reich zugeschlagen und gehörte bis 1945 zum Landkreis Freiwaldau. Der 1948 eingeführte tschechische Name ist vom Deutschen Sandhübel abgeleitet.
1997 wurde der Ort schwer durch das Jahrhunderthochwasser beschädigt.

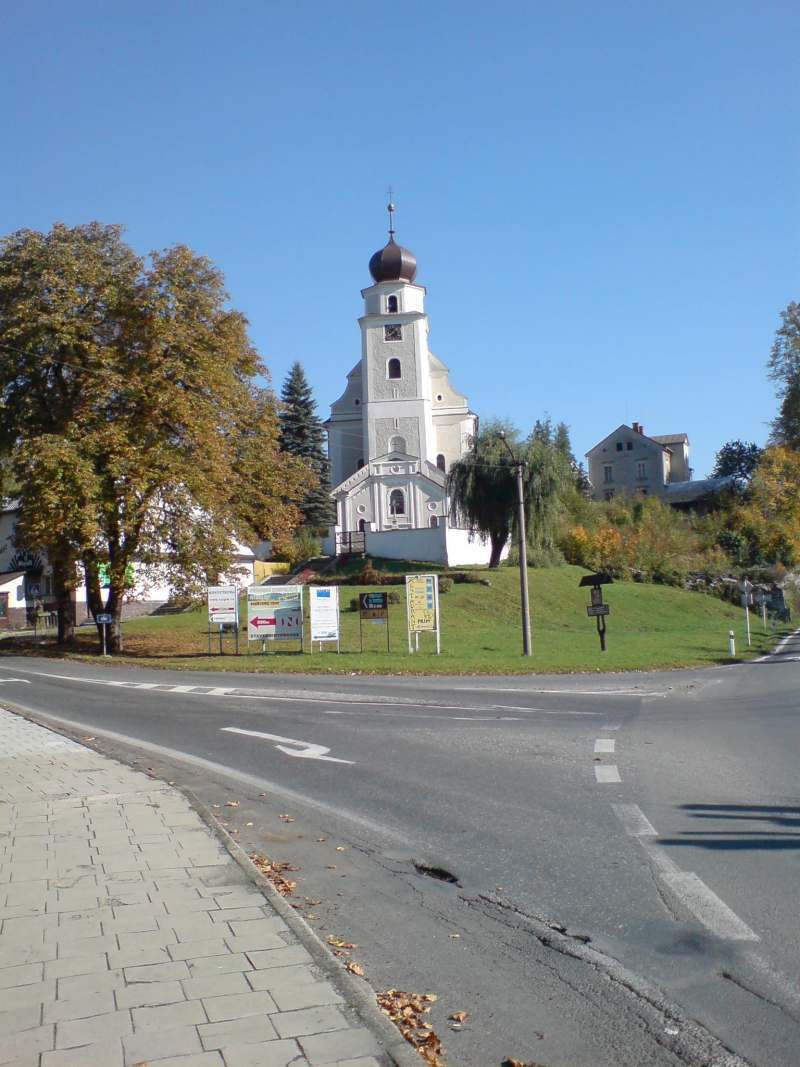
Kirche Johannes der Täufer

## Gemeindegliederung
Die Gemeinde Písečná  besteht aus den Ortsteilen Chebzí (Hollunder), Písečná (Sandhübel) und Studený Zejf (Kaltseifen).
Das Gemeindegebiet gliedert sich in die Katastralbezirke Písečná u Jeseníka und Studený Zejf.

## Sehenswürdigkeiten
- Der Bau der Kirche Johannes des Täufers ist nicht schriftlich belegt, geht aber vermutlich bis in das 14. Jahrhundert zurück, als im Ort eine Kapelle, später eine kleine Kirche erbaut wurde. 1753 wurde die Kirche barockisiert.
- Jeskyně Na Špičáku (Spitzsteinhöhle)
- Steinerne Bogenbrücke

## Söhne und Töchter des Ortes
- Franz Karl Mohr * 14. Januar 1887, gest. 28. November 1965 USA; Dichter, Schriftsteller
- Emil Hackenberg * 7. Juli 1930 in Sandhübel, gest. 14. Oktober 2023 in Bernau am Chiemsee; Musiker, Sänger